# Nina Maria Marewski
Nina Maria Marewski (* 2. August 1966 in Frankfurt am Main) ist eine deutsche Schriftstellerin.

## Leben
Nina Maria Marewski wurde 1966 in Frankfurt am Main geboren. Für ihren Roman Die Moldau im Schrank erhielt sie 2012 auf der Leipziger Buchmesse, als erste Preisträgerin den Phantastik-Literaturpreis Seraph in der Kategorie „Bestes Debüt“.

## Veröffentlichungen
- Die Moldau im Schrank. Bilger Verlag, Zürich 2011, ISBN 978-3-037-62015-1.
- mit Daria Eva Stanco und Jannis Plastargias (Hrsg.): Frankfurter Verkehrsliteratour. Größenwahn, Frankfurt am Main 2015, ISBN 978-3-957-71057-4.